# 永谷嘉男
永谷 嘉男（ながたに よしお、1923年（大正12年）5月16日 - 2005年（平成17年）12月28日）は、日本の実業家。
東京府東京市出身。永谷宗円の子孫の1人。永谷園創業者、名誉会長。

## 来歴・人物
現在の東京都出身。東京市立京橋商業學校卒業後、太平洋戦争に従軍。復員後、戦争で焼失した実家の茶の製造業再建を目指し、「江戸風味お茶づけ海苔」を開発。1952年に発売され、瞬く間に大ヒット商品へと成長させた。
1953年株式会社永谷園本舗（現・株式会社永谷園ホールディングス）を設立。日本の和風料理に革新的なアイデアを取り入れ、インスタントの味噌汁（あさげ等）、お吸い物をはじめ、寿司のもと・すし太郎やふりかけなどを製造・販売。「味ひとすじ」のキャッチコピーのもとで、お茶漬け海苔を含め、永谷が足繁く通った居酒屋のメニューからヒントを得た数多くの看板ヒット商品を開発し、世間に注目された。またコマーシャル活動にも積極的で、ザ・ドリフターズ（ふりかけ）、北島三郎（お茶漬け海苔）、和田アキ子（チャーハンの素）などの著名芸能人をCMモデルに起用して成功を収める。
企業経営の面でも、1979年に取り入れた「ぶらぶら社員制度」は、長期間社員に自由な行動をさせるそのシステムが話題となった。
1993年、勲四等瑞宝章受章。
2005年12月28日、心不全のため死去。82歳没。墓所は増上寺。

## 家族
- 父・永谷武蔵
- 長男・永谷栄一郎（1954年生） - 永谷園ホールディングス取締役会長代表取締役[2]。妻の利美は千宗室 (14代)二男・納屋嘉治（淡交社社長）と真美子（谷口吉郎長女）夫妻の娘。
- 二男・永谷泰次郎（1956年生） - 永谷園ホールディングス取締役社長代表取締役兼海外事業本部長[2]
- 弟・永谷宗次（1926年生） - 永谷園元会長。長男の竜一の妻は女優の片岡京子(片岡仁左衛門の娘)。